# Nitrianska Blatnica
Nitrianska Blatnica – wieś (obec) na Słowacji, w kraju nitrzańskim, w powiecie Topolczany na Nizinie Naddunajskiej.

## Położenie
Leży u południowych podnóży Gór Inowieckich, ok. 19 km na zachód od Topolczan. Ok. 4,5 km na północ od wsi wznosi się szczyt Marhát (748 m n.p.m.). Przez wieś biegnie droga nr 499 z Topolczan do Pieszczan.

## Historia
W granicach katastralnych wsi, w tym m.in. w rejonie rotundy św. Jerzego pod Marhátem, stwierdzono istnienie zaginionej wsi średniowiecznej z IX-XIII w. oraz ślady dalszych opuszczonych osad. W ich pobliżu znaleziono ślady obróbki żelaza oraz wypalania wapna. Pierwsza informacja pisemna o istnieniu wsi pochodzi z 1185 r., kiedy należała ona do klasztoru św. Hipolita na górze Zobor. Od XVI w. właściciele wsi często się zmieniali. Mieszkańcy zajmowali się głównie rolnictwem i sadownictwem.

## Zabytki
- Pałac renesansowy z 1578 r.

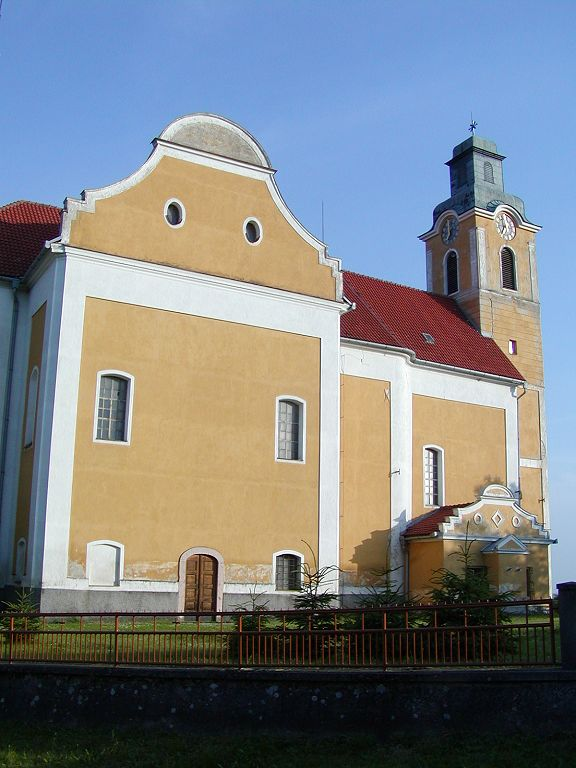
Kościół pw. Podwyższenia św. Krzyża w Nitrianskiej Blatnicy

- Kościół klasycystyczny pw. Podwyższenia św. Krzyża z 1821 r.
- Rotunda św. Jerzego, pierwotnie z IX-X w.[7]